# Grace Aguilar
Grace Aguilar, född den 2 juni 1816 nära London, död den 16 september 1847 i Frankfurt am Main, var en engelsk författarinna. 
Grace Aguilar, som hade judiska föräldrar, behandlar företrädesvis uppfostran i hemmet och moderskärleken i sina arbeten, bland vilka Home influence (svensk översättning "Lifvet i hemmet", 1855; 4:e upplagan 1895), The mother's recompense ("En moders belöning", 1855; 3:e upplagan 1897) och Woman's friendship ("Qvinnans vänskap", 1855), i synnerhet utmärks av en öm känsla och kristen moral. I andra, exempelvis The jewish faith och The martyr ("Cederdalen eller martyren", 1855, flera upplagor), framträder dessutom hennes tillgivenhet för fädernas tro. En historisk roman av Aguilar är Days of Bruce ("Robert Bruce", 1856–1857, nya upplagor 1896 och 1898).